# Acalles ptinoides
Acalles ptinoides är en skalbaggsart som först beskrevs av Thomas Marsham 1802.  Acalles ptinoides ingår i släktet Acalles, och familjen vivlar. Arten är reproducerande i Sverige.